# Move It Up
Move it Up è un singolo del 1994 dei Cappella.
Apprezzato in Svizzera e nei Paesi Bassi, il brano debutta alla 16ª posizione della classifica inglese.
In Italia arriva all'8º posto, classificandosi il 68° brano più venduto del 1994.

## Tracce
CD-Maxi
1. Move It Up (Radio Edit)		3:43
2. Move It Up (Fierce Edit)		3:58
3. Move It Up (KM 1972 Mix)		5:40
4. Move It Up (Plus Saples)		7:30
5. Move It Up (Mars Plastic Mix)		6:05
6. Move It Up (Magic Domingo Mix)		7:00
7. Move It Up (Club Mix)		        5:05
8. Move It Up (Brescia Edit)		5:53
9. Move It Up (R.A.F. Zone)		5:32

7" Single 
1. Move It Up (Radio Edit)		3:43
2. Move It Up (Fierce Edit)		3:58